# Indigofera nairobiensis
Indigofera nairobiensis är en ärtväxtart som beskrevs av Baker f. Indigofera nairobiensis ingår i släktet indigosläktet, och familjen ärtväxter.

## Underarter
Arten delas in i följande underarter:
- I. n. nairobiensis
- I. n. viscida